# Niemiecka Komisja Gospodarcza

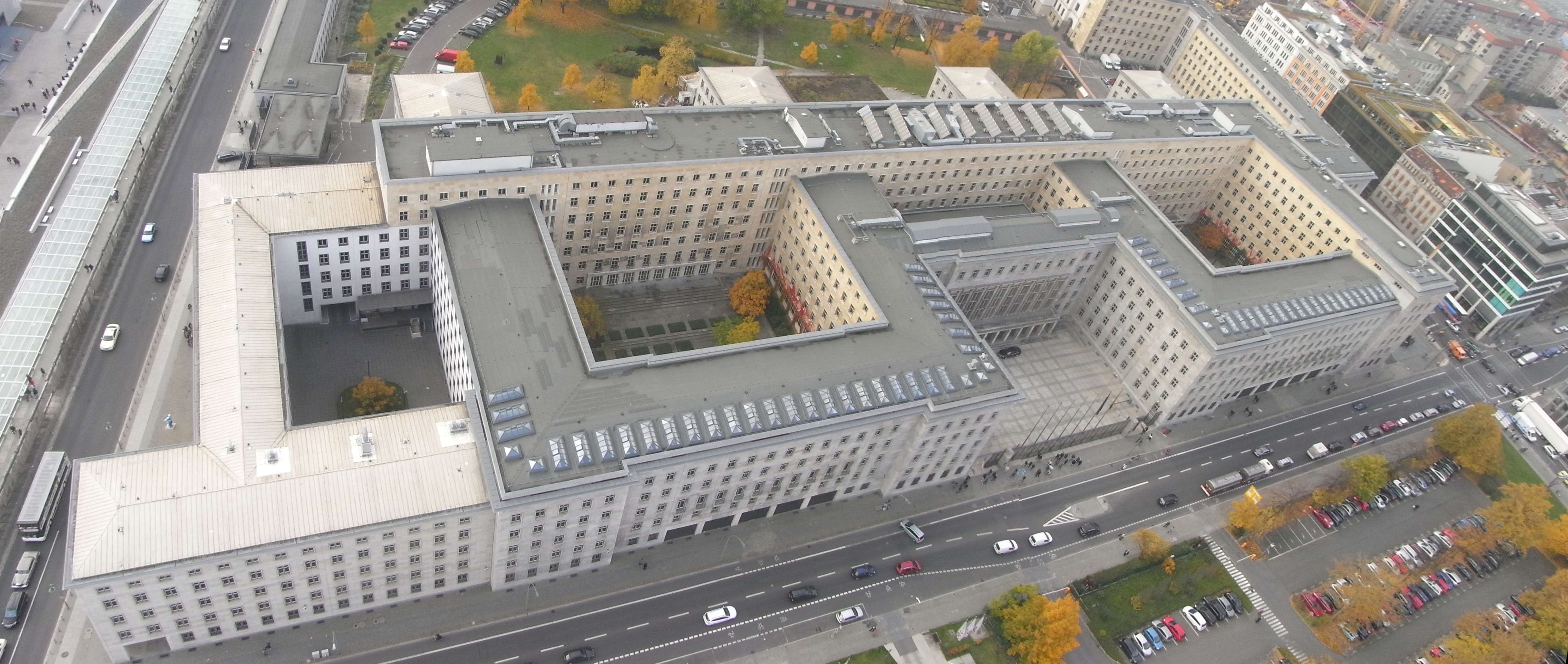
Kompleks budynków Administracji; współczesne zdjęcie lotnicze

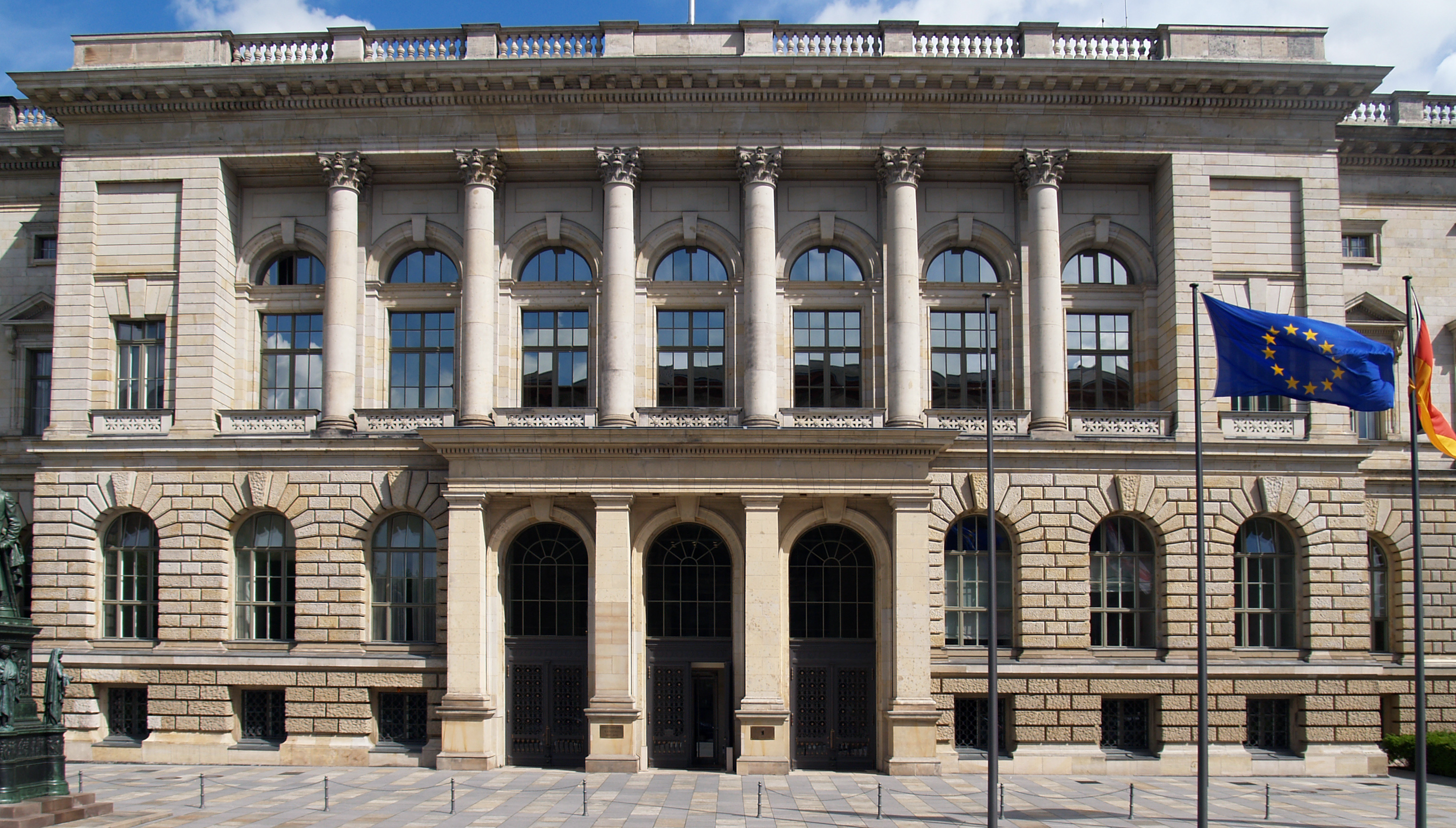
Reprezentacyjna siedziba Niemieckiej Komisji Gospodarczej w budynku b. Pruskiego Landtagu (1947-1949)

Niemiecka Komisja Gospodarcza (Deutsche Wirtschaftskommission – DWK, Немецкая/Германская экономическая комиссия) – niemiecka struktura wykonawcza Radzieckiej Administracji Wojskowej w Niemczech, która funkcjonowała do chwili utworzenia NRD (1947–1949). De facto pełniła rolę rządu gospodarczego w radzieckiej strefie okupacyjnej. Radziecka Administracja Wojskowa nadała jej uprawnienia legislacyjne. Jej przewodniczącym był Heinrich Rau, zaś członkami Komisji prezydenci administracji centralnych – przemysłu, handlu, transportu, rolnictwa i leśnictwa, a także paliwa i energii. Również przewodniczący central związkowych – FDGB i VdgB.

## Siedziba
Siedziba mieściła się w kompleksie budynków z 1935 b. Ministerstwa Lotnictwa Rzeszy (Reichsluftfahrtministeriums) przy Wilhelmstraße 97 / Leipziger Straße 5–7, oraz w pobliskim budynku b. Pruskiego Landtagu (Preußischer Landtag) z 1898 przy Leipziger Straße i Niederkirchnerstraße. Następnie kompleks zajmowała Państwowa Komisja Planowania NRD (Staatliche Plankommission) oraz 9 resortów gospodarczych NRD (1986), Urząd Powierniczy (Treuhandanstalt) (1990-), obecnie Federalne Ministerstwo Finansów (Bundesministeriums der Finanzen).